# گمینا اولشانکا (استان اوپوله)
گمینا اولشانکا (استان اوپوله) (به لهستانی:  Gmina Olszanka) یک گمینا در لهستان است که در شهرستان بژگ واقع شده‌است. گمینا اولشانکا ۹۲٫۶۱ کیلومتر مربع مساحت و ۴٬۹۴۳ نفر جمعیت دارد.